# Tristria conops
Tristria conops är en insektsart som beskrevs av Karsch 1896. Tristria conops ingår i släktet Tristria och familjen gräshoppor. Inga underarter finns listade i Catalogue of Life.